# غال (مغني)
كريستيان إيفيند إسبيدال (مواليد 7 أغسطس 1975) ويعرف باسم غال هو مغني نرويجي ساهم في تأسيس فرقة فاردرونا.

## وصلات خارجية
- غال على موقع IMDb (الإنجليزية)
- غال على موقع ميوزك برينز (الإنجليزية)
- غال على موقع أول ميوزيك (الإنجليزية)
- غال على موقع ديسكوغز (الإنجليزية)
- غال على موقع قاعدة بيانات الفيلم (الإنجليزية)